# Römisch-katholische Kirche in Gabun

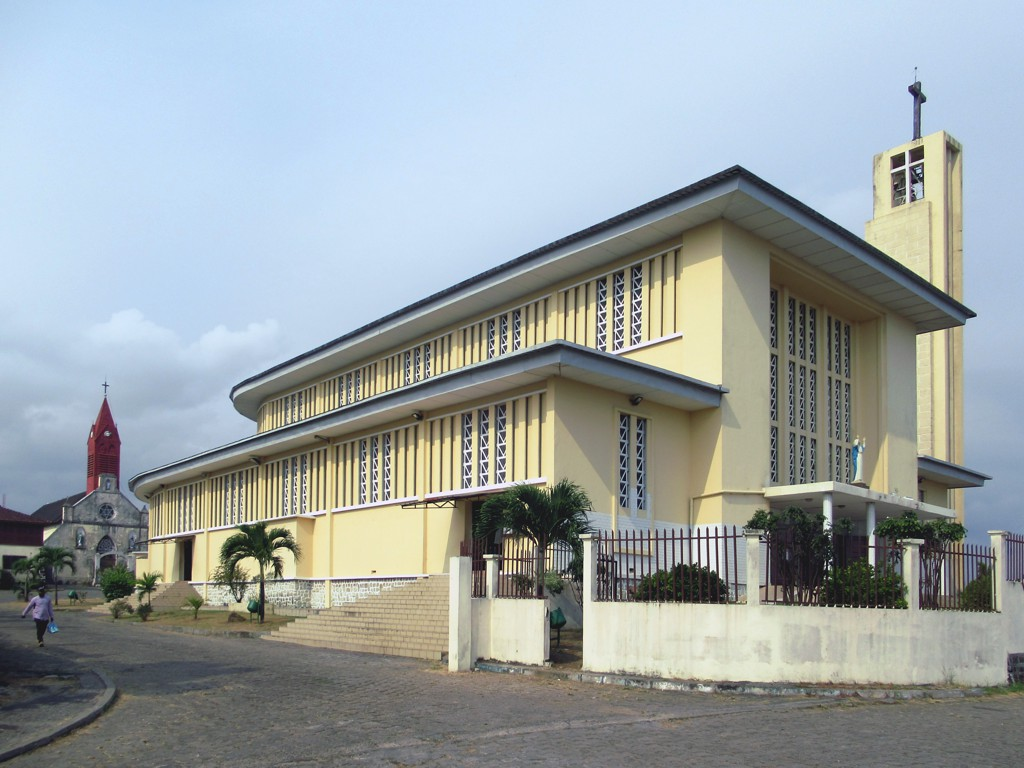
Marienkathedrale in Libreville

Die römisch-katholische Kirche in Gabun ist Teil der weltweiten römisch-katholische Kirche, die unter der geistlichen Leitung des Papstes in Rom steht.

## Überblick
Jean-Rémi Bessieux, ein französischer Spiritaner, war in der ersten Hälfte des 19. Jahrhunderts erster katholischer Missionar in Gabun. 1863 wurde das Apostolische Vikariat von Gabun gegründet. Erst nach 1878 begann die Evangelisierung des Hinterlandes. Im Jahr 1958 wurde Gabun eine Kirchenprovinz mit einem autonomen Metropolitansitz in Libreville. 1899 wurde der erste Priester in Gabun geweiht und 1961 folgte die erste Bischofsernennung. Im Jahr 1982 erhielt die römisch-katholische Kirche einen Pastoralbesuch von Papst Johannes Paul II.
Am 12. Dezember 1997 unterzeichneten der Heilige Stuhl und die Republik Gabun eine Vereinbarung über die Grundsätze und einige rechtliche Bestimmungen ihrer Beziehungen und ihrer Zusammenarbeit.
In Gabun gibt es über 750.000 Katholiken – fast die Hälfte der Bevölkerung. Es gibt fünf Diözesen, darunter eine Erzdiözese, sowie ein apostolisches Vikariat:
- Erzbistum Libreville
  - Bistum Franceville
  - Bistum Mouila
  - Bistum Oyem
  - Bistum Port-Gentil
- Apostolisches Vikariat Makokou